# بريسيلا كوليدغ
بريسيلا كوليدغ (بالإنجليزية: Priscilla Coolidge)‏ هي مغنية أمريكية، ولدت في 1940، وتوفيت في 3 أكتوبر 2014 في ثاوزند أوكس في الولايات المتحدة.

## وصلات خارجية
- بريسيلا كوليدغ على موقع ميوزك برينز (الإنجليزية)
- بريسيلا كوليدغ على موقع ديسكوغز (الإنجليزية)
- بريسيلا كوليدغ على موقع ديسكوغز (الإنجليزية)